# Deutsche Feldhandball-Meisterschaft 1941/42
Die Deutsche Feldhandball-Meisterschaft 1941/42 war die 22. deutsche Feldhandball-Meisterschaft der Männer. Es existierten durch durchgeführte verkehrsbedingte Sportbereichsteilungen mittlerweile 24 Bereichsklassen (ehemals Gauligen), deren Sieger sich für die deutsche Meisterschaft qualifizierten. Diese wurde komplett im K.-o.-System ausgespielt. Am Ende sicherte sich der SG OrPo Magdeburg durch einen 6:5-Erfolg im Finale gegen den SV Waldhof Mannheim seinen zweiten Meistertitel (1935 als Polizei SV Magdeburg).

## Teilnehmer an der Endrunde
| Verein                 | Qualifiziert als                               |
| ---------------------- | ---------------------------------------------- |
| LSV Heiligenbeil       | Meister der Bereichsklasse Ostpreußen          |
| LSV Parow              | Meister der Bereichsklasse Pommern             |
| SG OrPo Berlin         | Meister der Bereichsklasse Berlin-Brandenburg  |
| LSV Reinecke Brieg     | Meister der Bereichsklasse Niederschlesien     |
| SG OrPo Kattowitz      | Meister der Bereichsklasse Oberschlesien       |
| LSV Wurzen             | Meister der Bereichsklasse Sachsen             |
| SG OrPo Magdeburg      | Meister der Bereichsklasse Mitte               |
| SG OrPo Hamburg        | Meister der Bereichsklasse Nordmark            |
| TuRa Gröpelingen       | Meister der Bereichsklasse VIII Niedersachsen  |
| MSV Hindenburg Minden  | Meister der Bereichsklasse Westfalen           |
| Kruppsche TG Essen     | Meister der Bereichsklasse Niederrhein         |
| TK Köln-Nippes         | Meister der Bereichsklasse Köln-Aachen         |
| KSG Henschel Kassel    | Meister der Bereichsklasse Kurhessen           |
| SG OrPo Frankfurt      | Meister der Bereichsklasse Hessen-Nassau       |
| VfL 1880 Haßloch       | Meister der Bereichsklasse Westmark            |
| SV Waldhof Mannheim    | Meister der Bereichsklasse Baden               |
| SS-SG Stuttgart        | Meister der Bereichsklasse Württemberg         |
| TV Milbertshofen       | Meister der Bereichsklasse Bayern              |
| SG OrPo Wien           | Meister der Bereichsklasse Ostmark             |
| SS-SG Prag             | Meister der Bereichsklasse Sudetenland         |
| TuS Marienwerder       | Meister der Bereichsklasse Danzig-Westpreußen  |
| INF Borussia Straßburg | Meister der Bereichsklasse Elsaß               |
| SG OrPo Litzmannstadt  | Meister der Bereichsklasse Wartheland          |
| Ostbahn SG Krakau      | Meister der Bereichsklasse Generalgouvernement |

## Ausscheidungsrunde
| Datum        |                     | Ergebnis |                        |
| ------------ | ------------------- | -------- | ---------------------- |
| 10. Mai 1942 | LSV Parow           | 5:18     | SG OrPo Berlin         |
| 10. Mai 1942 | SV Waldhof Mannheim | 15:4     | VfL Haßloch            |
| 10. Mai 1942 | SG OrPo Wien        | 12:7     | SS-SG Prag             |
| 10. Mai 1942 | Ostbahn SG Krakau   | 10:8     | SG OrPo Kattowitz      |
| 17. Mai 1942 | LSV Heiligenbeil    | 12:3     | TuS Marienwerder       |
| 17. Mai 1942 | SS-SG Stuttgart     | 12:11    | INF Borussia Straßburg |
| 17. Mai 1942 | KSG Henschel Kassel | 11:20    | TuRa Gröpelingen       |
| 24. Mai 1942 | Kruppsche TG Essen  | 9:6      | TK Köln-Nippes         |

## Vorrunde
| Datum        |                       | Ergebnis |                       |
| ------------ | --------------------- | -------- | --------------------- |
| 31. Mai 1942 | SG OrPo Magdeburg     | 14:6     | LSV Wurzen            |
| 31. Mai 1942 | SG OrPo Berlin        | 15:0     | LSV Heiligenbeil      |
| 31. Mai 1942 | Kruppsche TG Essen    | 5:19     | SG OrPo Hamburg       |
| 31. Mai 1942 | LSV Reinecke Brieg    | 7:6      | SG OrPo Wien          |
| 31. Mai 1942 | SS-SG Stuttgart       | 5:4      | TV Milbertshofen      |
| 31. Mai 1942 | SG OrPo Frankfurt     | 5:7      | SV Waldhof Mannheim   |
| 31. Mai 1942 | TuRa Gröpelingen      | 4:10     | MSV Hindenburg Minden |
| 31. Mai 1942 | SG OrPo Litzmannstadt | 2:8      | Ostbahn SG Krakau     |

## Zwischenrunde
| Datum         |                       | Ergebnis |                   |
| ------------- | --------------------- | -------- | ----------------- |
| 14. Juni 1942 | SG OrPo Magdeburg     | 13:11    | SG OrPo Hamburg   |
| 14. Juni 1942 | SV Waldhof Mannheim   | 18:5     | SG-SS Stuttgart   |
| 14. Juni 1942 | MSV Hindenburg Minden | 2:5      | SG OrPo Berlin    |
| 14. Juni 1942 | LSV Reinecke Brieg    | 20:5     | Ostbahn SG Krakau |

## Halbfinale
| Datum         |                     | Ergebnis    |                    |
| ------------- | ------------------- | ----------- | ------------------ |
| 28. Juni 1942 | SG OrPo Magdeburg   | 8:3         | LSV Reinecke Brieg |
| 28. Juni 1942 | SV Waldhof Mannheim | 16:13 n. V. | SG OrPo Berlin     |

## Finale
| SG OrPo Magdeburg    | SG OrPo Magdeburg | SV Waldhof Mannheim | SV Waldhof Mannheim |
| Flagge nicht bekannt | 12. Juli 1942 in Stuttgart (Adolf-Hitler-Kampfbahn) Ergebnis: 6:5 (3:3) Zuschauer: 15.000 Schiedsrichter: Julius Marquardt (Eßlingen) | 12. Juli 1942 in Stuttgart (Adolf-Hitler-Kampfbahn) Ergebnis: 6:5 (3:3) Zuschauer: 15.000 Schiedsrichter: Julius Marquardt (Eßlingen) |                     |
| Flagge nicht bekannt | | |                     |
| Flagge nicht bekannt | 1:0 Fischer 2:2 Reimann 3:3 Thielecke 4:3 Püschel 5:4 Thielecke 6:5 Fischer                                                           | 1:1 Reinhardt 1:2 Keimig 2:3 Heiseck 4:4 Zimmermann II 5:5 Zimmermann II                                                              |                     |